# آنکارولول
آنکارولول (انگلیسی: Ancarolol) یک داروی بتا بلاکر است.